# 이지 라이더

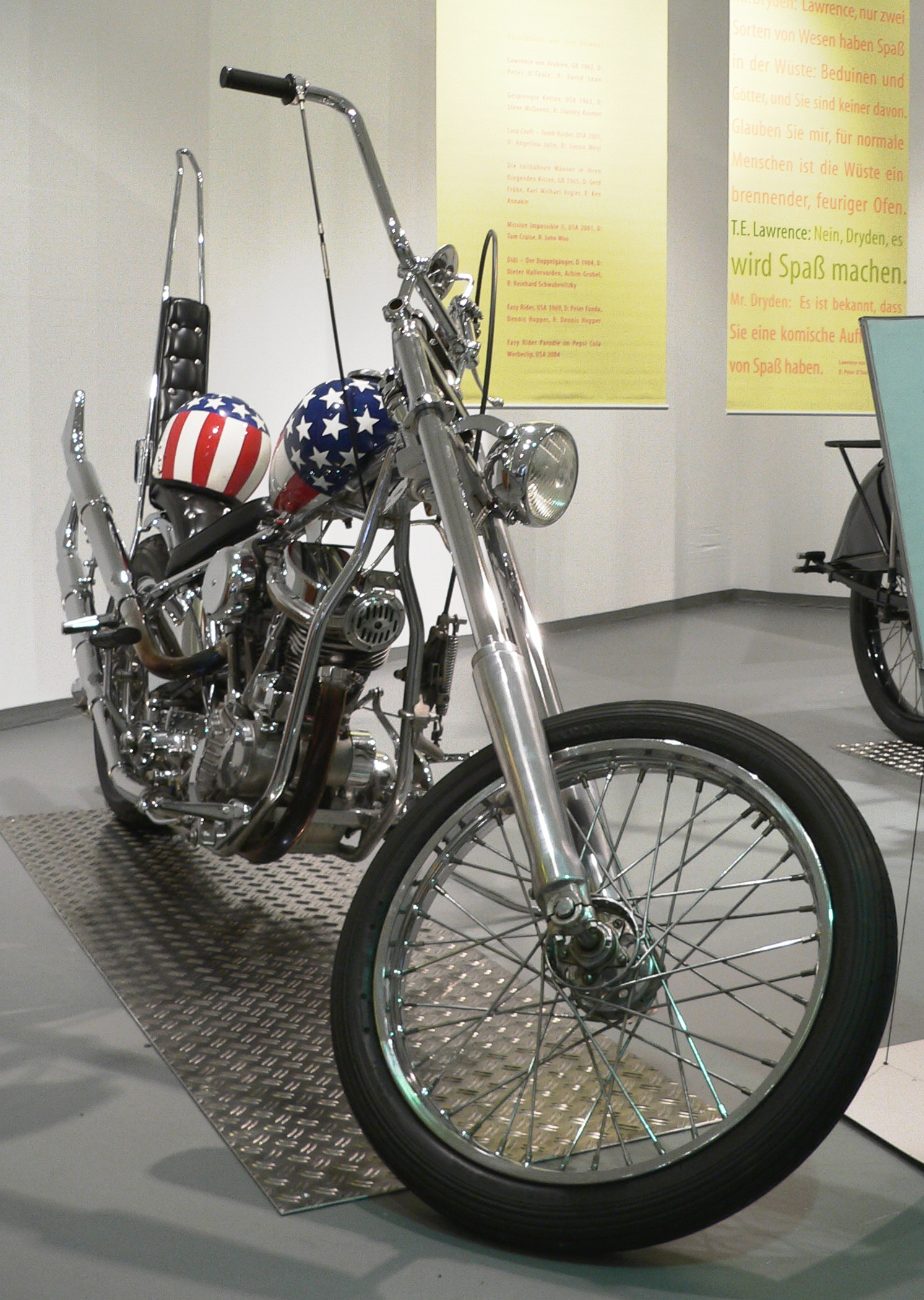

《이지 라이더》(영어: Easy Rider)는 1969년에 개봉한 미국의 영화다. 피터 폰다와 데니스 호퍼가 제작한 뉴 할리우드의 대표작이며 충격적인 결말로 알려졌다. 1998년에 미국 국립영화등기부에 영구 보존 등록되었다.
극중에 등장하는 모터사이클은 1965년형 할리데이비슨으로, 정통이 아닌 초퍼 형으로 개조한 형태이다. 탑재된 엔진은 펜해드로 불리는 타입으로, 배기량은 1200cc이다. 극중에서 등장하고 있었던 대마초는 진짜를 사용하고 있었으며, 음악은 미국 전체 2위가 된 스테픈울프의 "Born To Be Wild", 버즈나 지미 헨드릭스의 악곡 등을 사용했다.

## 줄거리
로스앤젤레스에서 코카인을 판매해 거금을 얻은 와이어트(캡틴 아메리카)와 빌리는 돈을 할리데이비슨의 연료탱크 안에 넣고 캘리포니아에서 마디그라(사육제)가 행하여지는 뉴올리언스를 목표로 여행을 떠난다.
농부의 집에서 점심 식사를 하거나 히치 하이크를 하고 있었던 히피를 데려가 그들의 코뮌에 들르고 제멋대로 여행을 계속하는 2명. 그러나 여행 도중, 무허가로 축제의 퍼레이드에 참가한 것을 나무랄 수 없어 유치장에 가두어진다. 거기에서 두 사람은 변호사 핸슨을 만나고, 의기투합한다. 그리고 핸슨의 소개로 석방된 2명은 핸슨과 함께 뉴올리언스를 향해 여행을 계속한다. 그러나, 자유를 구현하는 그들은 가는 곳마다 길가의 사람들의 생각치 않은 거절을 만나고, 결국은 살벌한 미국의 현실에 직면한다.

## 배역
- 데니스 호퍼 - 빌리 역
- 피터 폰다 - 와이어트(캡틴 아메리카) 역
- 잭 니컬슨 - 조지 핸슨 역
- 필 스펙터 - 커넥션 역
- 캐런 블랙 - 캐런 역
- 토니 배질 - 메리 역

## 한국판 성우진(KBS) (2002년 9월 8일)
- 오세홍 - 와이어트(피터 폰다)
- 김환진 - 빌리(데니스 호퍼)
- 이규화 - 조지(잭 니컬슨)
- 강구한 - 스트리트(루크 아스쿠) / 보안관(아놀드 헤스 주니어)
- 이봉준 - 배우(헤이워드 로빌라드)
- 송덕희 - 사라(사브라나 슈아프)
- 김정주 - 리사(루이나 앤더스)
- 오수경 - 캐런(캐런 블랙)
- 조진숙 - 메리(토니 배질)
- 이재명 - 랜처(워렌 피너티)
- 임성표 - 마약 거래상(필 스펙터)
- 손선근 - 잭(로버트 워커)

## 같이 보기
- 히피
- 컬트 영화
- LSD